# Tolleshunt D’Arcy
Tolleshunt D’Arcy – wieś w Anglii, w hrabstwie Essex, w dystrykcie Maldon. Leży 23 km na wschód od miasta Chelmsford i 71 km na północny wschód od Londynu. Miejscowość liczy 10 796 mieszkańców.